# Selle Bassano
Sellebassano s.r.l. ist ein italienischer Fahrradsattelhersteller aus der Nähe von Veneto.
Die Firma wurde 1985 von Osvaldo Cassani gegründet und stellte sofort Sattel für den Straßenrennsport wie für den Offroad Bereich her. Nach dem Tod des Gründers im Frühjahr 2011 übernahm dessen Sohn Luca Cassani die Firma. Die Sattel werden in Italien handgefertigt.

## Rennsport
Selle Bassano stattet Radsportteams mit Sätteln aus und konnte folgende Erfolge aufweisen:
- 1994 Tony Rominger – Record dell'ora – Team Mapei GB-Colnago
- 1995 Tony Rominger – Gewinner des Giro d’Italia – Team Mapei GB-Colnago
- 1996 Pawel Tonkow – Sieger des Giro d’Italia – Team Panaria-Vinavil-Colnago
- 2002 Paolo Savoldelli – Sieger des Giro d’Italia – Team Index–Alexia Alluminio
- 2008 Team CSF-Inox Navigare-Colnago – Maglia Verde

Im Off-road-Bereich
- 2000 Miguel Martinez – Campione del mondo – Team Full Dynamix-Battaglin
- 2000 Miguel Martinez – Medaglia d’oro Olimpiadi Sidney
- 2000 Marco Bui – Campione del mondo U.23 – Team Full Dynamix-Battaglin